# Benito Contreras
Benito Contreras (* 16. Mai 1905; † Juli 1972) war ein mexikanischer Fußballspieler, der seine Karriere beim Club Cuauhtémoc in Toluca begann. Der Verein wurde später nach dem Vorbild des ehemals erfolgreichen Hauptstadtvereins Reforma AC in Reforma umbenannt und 1925 aufgelöst, als die Mehrheit seiner Spieler – unter anderem auch Contreras – zum Club Deportivo Toluca wechselte. 1926 ging Contreras zum Club América, mit dem er dreimal Meister der Primera Fuerza wurde. Ferner gehörte Contreras zur Auswahlmannschaft Mexikos bei den Olympischen Spielen 1928, wo er beide Spiele (1:7 gegen Spanien und 1:3 gegen Chile) bestritt.

## Erfolge
- Meister der Primera Fuerza: 1927, 1928